# دیان داویدوواتس
دیان داویدوواتس (سیریلیک صربی: Дејан Давидовац؛ زادهٔ ۱۷ ژانویهٔ ۱۹۹۵) بازیکن بسکتبال اهل صربستان است.
وی در مسابقات کشوری و بین‌المللی در مجموع برندهٔ ۱ مدال طلا، ۱ مدال نقره، ۱ مدال برنز شده است.